# Bolusia ervoides
Bolusia ervoides är en ärtväxtart som först beskrevs av John Gilbert Baker, och fick sitt nu gällande namn av Antonio Rocha da Torre. Bolusia ervoides ingår i släktet Bolusia och familjen ärtväxter. Inga underarter finns listade i Catalogue of Life.

## Bildgalleri